# Allium marathasicum
Allium marathasicum — вид рослин з родини амарилісових (Amaryllidaceae); ендемік Кіпру.

## Поширення
Ендемік Кіпру.
Зростає на великій висоті в центральному гірському масиві Троодос. Типовий матеріал був зібраний із придорожніх синантропних місць існування. Знайдено нещодавно в зрошуваних садах і на узліссях. Вид трапляється в садах фруктових дерев.

## Загрози й охорона
Основними загрозами є занедбаність земель, використання пестицидів та освоєння земель.
У Червоній книзі флори Кіпру вид має статус CR.